# Pèrdua dielèctrica

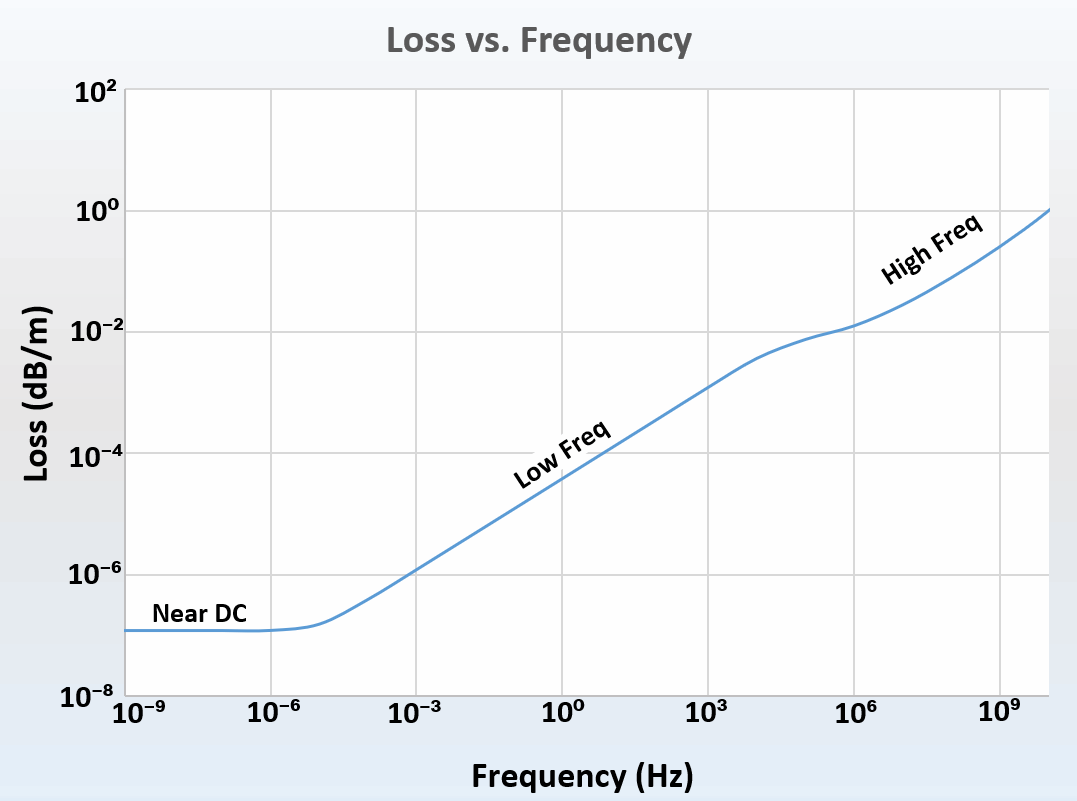
Pèrdua d'una línia de transmissió coaxial típica RG-59 amb un bon aïllant dielèctric (alta resistivitat) en dB/metre. El comportament proper al corrent continu està controlat per la resistència en sèrie dels conductors i la resistivitat a granel del dielèctric, que s'ha considerat que és d'aproximadament 10¹⁵ Ω-cm per a aquest exemple.

En enginyeria elèctrica, la pèrdua dielèctrica quantifica la dissipació inherent d'energia electromagnètica d'un material dielèctric (per exemple, calor). Es pot parametritzar en termes de l'angle de pèrdua δ o la tangent de pèrdua corresponent tan(δ). Tots dos es refereixen al fasor en el pla complex les parts reals i imaginàries del qual són la component resistiva (perduda) d'un camp electromagnètic i la seva contrapart reactiva (sense pèrdues).

## Perspectiva del camp electromagnètic
Per als camps electromagnètics variables en el temps, l'energia electromagnètica es veu normalment com ones que es propaguen a través de l'espai lliure, en una línia de transmissió, en una línia de microstrip o a través d'una guia d'ones. Els dielèctrics s'utilitzen sovint en tots aquests entorns per suportar mecànicament els conductors elèctrics i mantenir-los a una separació fixa, o per proporcionar una barrera entre diferents pressions de gas, però encara transmetre energia electromagnètica. Les equacions de Maxwell es resolen per als components del camp elèctric i magnètic de les ones que es propaguen que compleixen les condicions de límit de la geometria específica de l'entorn. En aquestes anàlisis electromagnètiques, els paràmetres permitivitat ε, permeabilitat μ i conductivitat σ representen les propietats dels medis a través dels quals es propaguen les ones. La permitivitat pot tenir components reals i imaginàries (aquest últim excloent els efectes σ, vegeu més avall) de manera que
{\displaystyle \varepsilon =\varepsilon '-j\varepsilon ''.}
Si suposem que tenim una funció d'ona tal que
{\displaystyle \mathbf {E} =\mathbf {E} _{o}e^{j\omega t},}
aleshores l'equació de rínxol de Maxwell per al camp magnètic es pot escriure com:
{\displaystyle \nabla \times \mathbf {H} =j\omega \varepsilon '\mathbf {E} +(\omega \varepsilon ''+\sigma )\mathbf {E} }
on ε′′ és la component imaginària de la permitivitat atribuïda als fenòmens de relaxació de càrrega lligada i dipol, que dona lloc a una pèrdua d'energia que és indistingible de la pèrdua a causa de la conducció de càrrega lliure que es quantifica per σ. El component ε′ representa la permitivitat sense pèrdues familiar donada pel producte de la permitivitat de l'espai lliure i la permitivitat relativa real/absoluta, o {\displaystyle \varepsilon '=\varepsilon _{0}\varepsilon '_{r}.}

### Tangent de pèrdua
Aleshores, la tangent de pèrdua es defineix com la relació (o angle en un pla complex) de la reacció amb pèrdues al camp elèctric E a l'equació de rínxol a la reacció sense pèrdues:
{\displaystyle \tan \delta ={\frac {\omega \varepsilon ''+\sigma }{\omega \varepsilon '}}.}
La solució per al camp elèctric de l'ona electromagnètica és

Un condensador real té un model d'elements concentrats d'un condensador ideal sense pèrdues en sèrie amb una resistència en sèrie equivalent (ESR). La tangent de pèrdua es defineix per l'angle entre el vector d'impedància del condensador i l'eix reactiu negatiu.

## Perspectiva de circuit discret
Un condensador és un component de circuit elèctric discret format típicament per un dielèctric col·locat entre conductors. El model d'elements concentrats d'un condensador inclou un condensador ideal sense pèrdues en sèrie amb una resistència anomenada resistència en sèrie equivalent (ESR), tal com es mostra a la figura següent. L'ESR representa pèrdues en el condensador. En un condensador de baixes pèrdues, l'ESR és molt petit (la conducció és alta, donant lloc a una baixa resistivitat), i en un condensador amb pèrdues l'ESR pot ser gran. Tingueu en compte que l'ESR no és simplement la resistència que es mesuraria a través d'un condensador mitjançant un ohmímetre. L'ESR és una quantitat derivada que representa la pèrdua deguda tant als electrons de conducció del dielèctric com als fenòmens de relaxació del dipol lligat esmentats anteriorment. En un dielèctric, un dels electrons de conducció o la relaxació del dipol normalment domina la pèrdua en un mètode dielèctric i de fabricació particular. Per al cas dels electrons de conducció que són la pèrdua dominant, doncs
{\displaystyle \mathrm {ESR} ={\frac {\sigma }{\varepsilon '\omega ^{2}C}}}
on C és la capacitat sense pèrdues.